# Diocesi di Caracmoba
La diocesi di Caracmoba (in latino Dioecesis Characmobena) è una sede soppressa del patriarcato di Gerusalemme e una sede titolare della Chiesa cattolica.

## Storia
Caracmoba, corrispondente a Al-Karak nell'odierna Giordania, è un'antica sede vescovile della provincia romana della Palestina Terza nella diocesi civile d'Oriente. Faceva parte del patriarcato di Gerusalemme ed era suffraganea dell'arcidiocesi di Petra.
Sono solo due i vescovi noti di questa antica sede episcopale. Demetrio firmò gli atti del sinodo convocato nel 536 dal patriarca Pietro di Gerusalemme contro Antimo di Costantinopoli e che vide riuniti assieme i vescovi delle Tre Palestine. Nella vita di santo Stefano il sabaita si fa menzione del vescovo Giovanni, vissuto tra VIII e IX secolo.
Le fonti dell'XI secolo chiamano questa sede Kyriakopolis o Cyriacopolis; è in quest'epoca che probabilmente fu ristabilita una diocesi di rito greco, grazie ad una consistente presenza di cristiani.
In epoca crociata, Al-Karah fu fortificata dai Latini nel 1142 e dotata di una sede vescovile; qui fu trasferito dai Crociati il titolo arciepiscopale di Petra, da cui il nome di Petra deserti, assieme a quelli di Crac di Moab o di Crac di Montréal. Unico vescovo noto è Guerri, menzionato come primo vescovo in un atto del 18 novembre 1168; questo prelato era ancora vivo nel mese di aprile del 1183. Probabilmente non ebbe successori, perché la roccaforte crociata cadde definitivamente in mano araba nella primavera del 1189.
Dal 1933 Caracmoba è annoverata tra le sedi vescovili titolari della Chiesa cattolica; finora la sede non è mai stata assegnata.

## Cronotassi

### Vescovi greci
- Demetrio † (menzionato nel 536)
- Giovanni † (VIII/ IX secolo)

### Vescovi latini
- Guerri † (prima del 1168 - dopo il 1183)